# Под лёд
«Под лёд» — песня украинской певицы Светланы Лободы, выпущенная 19 июня 2013 года в качестве сингла на лейблах «Лобода Мьюзик» и Zion Music. Её автором стала Лобода и Евгений Дубовик. В песне «Под лёд» используется сэмпл из песни «MF» (aka «Мазафака») группы Green Grey.
Композиция имела огромный успех на Украине, став четвёртым подряд чарттоппером для Лободы.
Сама песня была впервые представлена публике 15 марта 2013 года на премии YUNA.

## Музыкальное видео
24 июня 2013 года было представлено официальное музыкальное видео. Оно было снято Владимиром Шкляревским, который ранее снимал такие клипы Лободы как «40 градусов» и «Облака». В клипе Лобода отправляется в путешествие в экзотическую страну, где шаманы пытаются избавить её от демонов. В клипе певица также садится в тюрьму, причём команде не удалось получить разрешение на съёмки в нефункционирующей, поэтому Лобода снималась в настоящем полицейском участке. Съёмки проходили в Доминиканской республике
В августе певица представила альтернативный вариант клипа на песню. Его режиссёром стал Кадим Тарасов.

## Список композиций
| №  | Название  | Длительность |
| -- | --------- | ------------ |
| 1. | «Под лёд» | 3:17         |

| №  | Название                                | Длительность |
| -- | --------------------------------------- | ------------ |
| 1. | «Под лёд» (Serge Falcon Official Remix) | 4:05         |

| №  | Название           | Длительность |
| -- | ------------------ | ------------ |
| 1. | «Под лёд»          | 3:17         |
| 2. | «Под лёд» (Remake) | 4:05         |

## Чарты
| Чарт (2013)                         | Высшая позиция |
| ----------------------------------- | -------------- |
| Киев (TopHit — Радиохиты недели)    | 1              |
| СНГ (TopHit — Радиохиты недели)     | 64             |
| Украина (FDR Топ-40)                | 2              |
| Украина (FDR UA Топ-20)             | 2              |
| Украина (TopHit — Радиохиты недели) | 1              |

| Чарт (2013)                         | Высшая позиция |
| ----------------------------------- | -------------- |
| Киев (TopHit — Радиохиты месяца)    | 1              |
| СНГ (TopHit — Радиохиты месяца)     | 69             |
| Украина (TopHit — Радиохиты месяца) | 1              |

### Годовые чарты
| Чарт (2013)                           | Позиция |
| ------------------------------------- | ------- |
| Киев (TopHit — Хиты года на радио)    | 38      |
| СНГ (TopHit — Хиты года на радио)     | 172     |
| Украина (TopHit — Хиты года на радио) | 7       |

## История релиза
| Регион | Дата             | Формат                      | Версия       | Лейбл         | Ист.   |
| ------ | ---------------- | --------------------------- | ------------ | ------------- | ------ |
| СНГ    | 19 июня 2013     | Радиоротация                | Оригинальная | Лобода Мьюзик | [ 1 ]  |
| Мир    | 31 августа 2013  | Цифровая загрузка, стриминг | Оригинальная | Zion Music    | [ 6 ]  |
| Мир    | 12 сентября 2013 | Цифровая загрузка, стриминг | Remake       | Zion Music    | [ 7 ]  |
| СНГ    | 19 сентября 2013 | Радиоротация                | Remake       | Лобода Мьюзик | [ 18 ] |